# Túléltem egy japán vetélkedőt!
A Túléltem egy japán vetélkedőt! (eredeti címén I Survived a Japanese Game Show, eredetileg Big in Japan) egy amerikai valóságshow, amit az ABC 2008. június 24-én kezdett el vetíteni. A show olyan amerikaiak életét követte nyomon, akik elmentek Japánba, ahol egy egy televíziós vetélkedőben szerepeltek. A győztes 250 000 dollárt vihetett haza. A show 2009-ben a Rose d’Or (Aranyrózsa) díjkiosztón a legjobb valóságshow és a legjobb műsor díját is elnyerte.
A második sorozat eredeti kezdési időpontja 2009. július 8. lett volna, de előrehozták június 17-re. A sorozat besorolása szerint a használt nyelvezet miatt fiatalabb gyermekeknek csak szülői felügyelettel ajánlott műsornak számít. Mivel a második sorozat az elsőnek csak a felét kapta a különféle értékelési rendszerekben, az ABC 2010-ben leállította a műsort.

## Segítők
- Tony Sano – a versenyzők kísérője
- Mama San – a háziszolga
- Sayonara maffia – fekete ruhába öltözött, napszemüveges emberek (nagyjából tíz) akik a párbajon kiesett versenyzőt, – azt kiabálva, hogy Sayonara – először kiviszik a stúdióból, ott meginterjúztatják, majd hazaszállítják. Az utolsó adásban, mikor már kiderült, hogy ki a nyertes, fehér ruhában vitték haza őt, és az emberméretű trófeát.

## Lebonyolítás
Az első sorozatban minden résztvevő tudta, hogy egy valóságshow szerű versenyen kell részt venni, de senki nem tudott ennél többet róla. Ezután mindenkit Tokióba vittek, ahol a Toho Studioba kellett menniük. Itt vált világossá, hogy egy Majide (本気で) nevű japán műsorban kell szerepelniük. A második sorozatban már Majide – Rome Kanda – műsorvezető már mindenkit a saját városában keresett fel, és ott elmondta, hogy mindenkinek Tokióba kell mennie. Itt csoportokra bontották őket, és a sorozatok első felében így kellett egymás ellen küzdeniük. Az első évadban hat adást, a második évadban az első hét adást és a döntő első felét tették ki az ilyen feladatok. A versenyek végén a győztes csapat jutalomfeladatot, míg a vesztes csoport büntető feladatot kapott. A második sorozatban a győztes csapat előnnyel indult a játék második felében. Az utolsó műsorban az évad első két feladatát kellett fordítva teljesíteni. A vesztes csapatból kiválasztottak két embert, akiknek külön játékot kellett játszania. A vesztes kiesett a küzdelmekből. (Általában a vesztes csapat saját maga választja ki a versenyzőket, de ha nem tudnak megállapodni, akkor a másik csoport választhat.) Az utolsó játékban a csoportok felbomlanak, és a négy megmaradt játékos három olyan versenyen vesz részt, ahol az utolsó mindig kiesik. A második évadban már csak három embernek kellett összesen két játékot játszania. Minden esetben az elbúcsúzó játékost feketébe öltözött "szajonara mob" (脱落者决定) kísérte vissza az USA területére.
A sorozatban nemcsak a Madzside versenyt lehetett nyomon követni, hanem ezen kívül versenyzőknek a színfalak mögötti illetve a játékon kívüli tevékenységét is meg lehetett figyelni. A versenyzők Kaszai külvárosában éltek együtt egy Mama-szan (Kozue Szaito) felügyelete alatt, aki elvárta, hogy mindenki a japán kultúrának és szokásoknak megfelelően éljen. A második sorozatban a Madzside Vendégházban laktak, szintén egy mama-szan felügyelete alatt.
Az első sorozat házigazdája a japán származású Tony Sano volt. Ő vezette az MTV Spring Break Japan műsort, és visszatérő szereplője volt a The CW4Kids Kamen Rider: Dragon Knight sorozatának. Sano így nyilatkozott a showról: "Ez valami olyasmi lesz, mellyel az amerikai közönség még soha nem találkozhatott a kábeladásokon." (Matt Hurwitz, Associated Press) Az epizódokat Robert Cait vezette.
A show producere az A. Smith & Co. Productions (Gordon Ramsay A pokol konyhája és a Kitchen Nightmares amerikai adásainak producere), az A. Smith and Co.-nál dolgozó Arthur Smith, Kent Weed. valamint a Small World International Format Television producere, mint főproducer, Tim Cresenti volt. A sorozat cselekményét a dán Karsten Bartholin és David Sidebothin készítették elő. Eredeti megrendelőjük a Babyfoot ApS volt, a cím pedig eredetileg Big in Japan lett volna.

### Madzside
A Madzside (a japán szleng formája a "Komolyan?!" kifejezésnek), egy beágyazott show-műsor nem pont olyan volt mint egy japán kvízműsor, de azt akarta bemutatni, hogy miképp néz ki egy olyan műsor, mely megfelel a felállított sztereotípiáknak. Az amerikai producerek több órányi ehhez hasonló műsort néztek meg, Ezekből kiválogatták a legjellemzőbb mozzanatokat, összeültek japán producerekkel, és közösen megalkották a műsor menetét. A legtöbb, vagy érdekességekre, vagy tudásra építő játékkal ellentétben a japán műsorok sokkal inkább a fizikai tudásra összpontosítanak. Érdekességekre épít a Jeopardy!, míg szellemi tudásra a The Price Is Right). A Nickelodeon show-műsora, a Double Dare az amerikai és a japán forma ötvözeteként alakult ki. Ugyanakkor a valóságshowkhoz (Big Brother, Survivor) hasonló módszert alkalmaznak a távozó kiválasztásához.
A sorozatban Rome Kanda volt a Madzside levezénylője. A bíró Maszahiro Hurugori, ismertebb nevén Bobu bíró (Bob) volt. Kanda a madzside kifejezést úgy fordította le, hogy "Majide" "Meg kell őrülni!"

## Első évad
Az első részt 2008. június 24-én vetítették az ABC csatornáján. A szezon házigazdája Tony Sano volt. Az első részben tíz versenyző vett részt, és minden részben csak egy csapat szerepelt. Az első sorozatnak hét része volt, melyek közül az utolsót 2008. augusztus 6-án vetítették.

### Kiesések
| Versenyző                                                     | Eredeti csapat  | Váltás      | Utolsó váltás | Játékbefejezés                                               |
| ------------------------------------------------------------- | --------------- | ----------- | ------------- | ------------------------------------------------------------ |
| Ben Hughes 44, Punxsutawney, PA Kórházi alelnök               | Zöld Majmok     |             |               | Orvosa kiszállíttatta                                        |
| Olga Medvedev 26, Medford, MA Pincérnő                        | Zöld Majmok     |             |               | Kiesett (Darcyval szemben)                                   |
| Darcy Sletager 31, Sandpoint, ID Fotószerkesztő               | Sárga Pingvinek | Zöld Majmok |               | Kiesett (Meaghannal szemben)                                 |
| Mary Greenawalt 23, Matthews, NC Tornaterem bérbeadó          | Zöld Majmok     |             |               | Kiesett (Donellel szemben)                                   |
| Cathy Nardone 21, Staten Island, NY Menedzser                 | Sárga Pingvinek | Zöld Majmok |               | Kiesett (Donellel szemben)                                   |
| Andrew Kelly-Hayes 28, Boston, MA Kiárusító                   | Sárga Pingvinek |             |               | Kiesett (Bilendával szemben)                                 |
| Bilenda Madison 38, Charlotte, NC Állatorvos                  | Sárga Pingvinek |             | Végső 4       | 4. helyezett (Kiesett Meaghan, Donnell és Justinnal szemben) |
| Meaghan Cooper 22, San Antonio, TX Kocsmai csapos/felszolgáló | Zöld Majmok     |             | Végső 4       | 3. helyezett (Kiesett Donnell és Justinnal szemben)          |
| Donnell Pitman 32, Chicago, IL Ingatlan értékbecslő           | Zöld Majmok     |             | Végső 4       | 2. helyezett (Kiesett Justinnal szemben)                     |
| Justin Wood 24, Trussville, AL Pénzügyi képviselő             | Sárga Pingvinek |             | Végső 4       | Nyertes                                                      |

### Az 1. évad részei
| Epizód  | Játéknév                                                                                       | Nyertes csapat (játékos)            | Jutalom                                                                           | Vesztes csapat (játékos)           | Büntetés                        |
| ------- | ---------------------------------------------------------------------------------------------- | ----------------------------------- | --------------------------------------------------------------------------------- | ---------------------------------- | ------------------------------- |
| 1       | Szállítószalag étterem (コンベヤ食管)                                                          | Zöld Majmok (10 Mochi labdával)     | Helikopter túra Tokióban                                                          | Sárga Pingvinek (9 Mochi labdával) | riksa húzás                     |
| 2       | Emberi daru (クマちゃんつかみ取り)                                                             | Sárga Pingvinek (10 Fluffy macival) | Japán spa kezelés                                                                 | Zöld Majmok (1 Fluffy macival)     | Munka a pachinkoszalonban       |
| 3       | Gyors pedál, gyors esés (サイクリングドボン)                                                   | Sárga Pingvinek (38 másodperc)      | VIP túra a Tsukiji hal centrumban                                                 | Zöld Majmok (34 másodperc)         | Rizs gazdálkodás                |
| 4       | Baba a fán (ねんねんころりYOおころりYO)                                                        | Sárga Pingvinek                     | Híres soba tészta kóstolás                                                        | Zöld Majmok                        | Kagyló hámozás                  |
| 5       | "Vízilabda" (ハリツキバンバン)                                                                 | Sárga Pingvinek (24 labdával)       | A Sinto szentélyben egy áldás                                                     | Green Monkeys (7 labdával)         | Mochi hámozás a másik csapatnak |
| 6       | Állj! Nem, te állj! (くらくら鍵パッカン)                                                       | Zöld Majmok (1:04)                  | Korlátlan étkezéssel egy éjszaka a Tokiói Grand Hyatt hotelben                    | Sárga Pingvinek (1:09)             | Egy éjszaka kapszulahotelben    |
| 7/Döntő | Barátkozz Japánban (世界に広げようムチャぶりの輪！)                                            | Meaghan, Donnell, Justin            | Mindenkit meglátogatott egy ismerőse                                              | Bilenda                            |                                 |
| 7/Döntő | Facsarj, csavarj (ザ・スポンジマン)                                                            | Donnell, Justin                     | Találkozhattak a japán külügyminiszterrel, egy örökre szóló jegy japánba, oklevél | Meaghan                            |                                 |
| 7/Döntő | SUPER MAJIDE (本気で！全部のせ) (A játék nyertese megkapja a győztesnek járó 250 000 dollárt!) | Justin                              | 250 000 dollár, egy emberméretű trófea                                            | Donnell                            |                                 |

#### Nézettségi eredmények
| Epizód | Dátum        | Érték | Megosztás | 18-49 év   | Nézők     | Heti Rang |
| ------ | ------------ | ----- | --------- | ---------- | --------- | --------- |
| 1      | Június 24.   | 4.4   | 7         | 3.1/9 (#2) | 8.03 (#2) | 10.       |
| 2      | Július 1.    | 3.6   | 6         | 2.6/8 (#3) | 6.33 (#4) | 28.       |
| 3      | Július 8.    | 4.0   | 7         | 2.8/8 (#3) | 6.83 (#4) | 26.       |
| 4      | Július 15.   | 4.0   | 7         | 2.4/7 (#3) | 5.82 (#4) | 31.       |
| 5      | Július 23.   | 3.2   | 5         | 2.2/7 (#3) | 5.74 (#4) | 31.       |
| 6      | Július 30.   | 3.4   | 6         | 2.3 (#4)   | 5.84      | 30.       |
| 7      | Augusztus 6. | 2.9   | 5         | 1.9        | 4.50      | 42.       |

## Második évad
A második évad 2009. június 17-én kezdődött. Ezt az évadot már nem Tony Sano vezette. A versenyzők száma is tízről tizenkettőre emelkedett. Itt már nem egy, hanem kettő csapatjáték volt epizódonként. Az első játék győztese előnnyel indult a második játékban. A lebonyolításban egyéb nagyobb újítások nem történtek. Nyolc epizód után 2009. augusztus 5-én lett vége a vetélkedőnek.

### Kiesések
| Versenyző                                                      | Eredeti csapat | Váltás        | Fiúk a Lányok ellen | Utolsó csapat | Befejezés                                           |
| -------------------------------------------------------------- | -------------- | ------------- | ------------------- | ------------- | --------------------------------------------------- |
| Kimberly Whitaker 26, Philadelphia, PA Általános iskolai tanár | Vörös Robotok  |               |                     |               | Kiesett (Yarival szemben)                           |
| Yari Agramonte 23, Bronx, NY Könyvelő/Diák                     | Vörös Robotok  |               |                     |               | Kiesett (Dannal szemben)                            |
| Debbie Kaufmann 22, Easton, CT Gipszelő                        | Zöld Tigrisek  |               |                     |               | Kiesett (Brenttel szemben)                          |
| "Bobaloo" Bob Koenig 35, Los Angeles Hostess                   | Zöld Tigrisek  |               |                     |               | Kiesett (Megannal szemben)                          |
| Drew Sealey 29, Saint Louis, Missouri Ügyvéd                   | Vörös Robotok  |               |                     |               | Kiesett (Jamievel szemben)                          |
| Jamie Lewis 25, Fairless Hills, PA Bérbeadó                    | Vörös Robotok  |               |                     |               | Kiesett (Dannal szemben)                            |
| Dan Barbour 25, Shrewsbury, MA Könyvtáros                      | Vörös Robotok  |               |                     |               | Kiestt (Justinnal szemben)                          |
| Megan Bentley 29, Chicago IL Fogorvos                          | Zöld Tigrisek  | Vörös Robotok |                     |               | Kiesett (Justinnal szemben)                         |
| Brent Alexander 29, Miami Tánctanár                            | Zöld Tigrisek  |               | Vörös Robotok       |               | Kiesett (Justinnal szemben)                         |
| Justin Brown 22, Carbondale, PA Diák/Pincér                    | Vörös Robotok  |               | Vörös Robotok       | Végső 3       | 3. helyezett (Kiesett Lindaval és Cathyval szemben) |
| Linda Plaxen 32, Los Angeles Eladó                             | Zöld Tigrisek  |               | Zöld Tigrisek       | Végső 3       | 2. helyezett (Kiesett Cathyval szemben)             |
| Cathy Grosam 36, Barlett, IL Focista                           | Zöld Tigrisek  | Vörös Robotok | Zöld Tigrisek       | Végső 3       | Nyertes                                             |

### A 2. évad részei
| Epizód | Játéknév                                              | Nyertes csapat                    | Bónusz/jutalom                                                       | Vesztes csapat                    | Büntetés                                                                     |
| ------ | ----------------------------------------------------- | --------------------------------- | -------------------------------------------------------------------- | --------------------------------- | ---------------------------------------------------------------------------- |
| 1      | Tűznyúl ()                                            | Zöld Tigrisek (58 répával)        | Bónusz Torpedó a következő játékhoz (ha szükséges)                   | Vörös Robotok (57 répával)        |                                                                              |
| 1      | Emberi Torpedó ()                                     | Zöld Tigrisek (8 torpedóval)      | Helikopter túra Mt. Fujihoz.                                         | Vörös Robotok (5 torpedóval)      | Takarítás a Kannai Stationban és a Yokohama Municipal Subway nevű áruházban. |
| 2      | Labdaparty ()                                         | Zöld Tigrisek (104 labdával)      | 5 másodperc a következő játékhoz                                     | Vörös Robotok (102 labdával)      |                                                                              |
| 2      | Napfény ()                                            | Zöld Tigrisek                     | VIP lelátás az 1. sorból egy Yomiuri Giants meccsre a Tokyo Domeban. | Vörös Robotok                     | agyteszt.                                                                    |
| 3      | Csináld! ()                                           | Vörös Robotok (106 labdával)      | 1 játékos megverhet egy másik játékost a következő játék előtt.      | Zöld Tigrisek (66 labdával)       |                                                                              |
| 3      | Négy sajt! ()                                         | Vörös Robotok                     | étterem.                                                             | Zöld Tigrisek                     | díszletépítés.                                                               |
| 4      | Támadás ()                                            | Vörös Robotok (3 Ponttal)         | 1 játékos extra kupát nyer, a következő játékhoz.                    | Zöld Tigrisek (1 Ponttal)         |                                                                              |
| 4      | Festékfürdő ()                                        | Vörös Robotok (1. 12 kilogrammal) | Elmehettek a driftingbe motrot vezetni.                              | Zöld Tigrisek (0. 25 kilogrammal) | Working at a Tokyo Gas Station                                               |
| 5      | A nagypapa focibajnokság! ()                          | Zöld Tigrisek (5 Góllal)          | 1 játékos ideje a következő játékban jobb lesz.                      | Vörös Robotok (3 Góllal)          |                                                                              |
| 5      | Golf ()                                               | Zöld Tigrisek (15 labdával)       | A 400 éves Yamagata kávéházba mentek.                                | Vörös Robotok (24 Balls)          | Csónakmosás .                                                                |
| 6      | Hal a fagyból! ()                                     | Zöld Tigrisek (3 hallal)          | Egy játékos átállhat a másik csapatba.                               | Vörös Robotok (1 hallal)          |                                                                              |
| 6      | Bébi, Rajta, Bumm, Bumm! (ねんねんころりYOおころりYO) | Zöld Tigrisek                     | Szumózás.                                                            | Vörös Robotok                     | Felkésztés (a szumósokat).                                                   |
| 7      | Tejet neki ()                                         | Zöld Tigrisek                     | Ingyen lövés a következő játékban.                                   | Vörös Robotok                     |                                                                              |
| 7      | Nagy Bumm! ()                                         | Zöld Tigrisek (12 Góllal)         | szamuráj parádé.                                                     | Vörös Robotok (2 Góllal)          | lumberjack                                                                   |
| 8      | Ki az, mi az? ()                                      | Zöld Tigrisek (24 zsákkal)        | csónaktúra                                                           | Vörös Robotok (17 zsákkal)        | Buddhista szolgaság 1 napra.                                                 |
| 8      | Állj! Nem, te állj! (くらくら鍵パッカン)              | Zöld Tigrisek (1:44)              | Szereplés a Zoom-In Super!!!című reggeli műsorban                    | Vörös Robotok (2:16)              | bento (japán börtön)                                                         |

#### Nézettségi eredmények
Az üresen hagyott helyeknél a nézettség olyan alacsony volt, hogy nem lehetett mérni.
| Epizód | Dátum        | Érték | Megosztás | 18-49 év | Nézők | Heti rang |
| ------ | ------------ | ----- | --------- | -------- | ----- | --------- |
| 1      | Június 16.   | TBA   | TBA       | 1.9/6    | 5.43  | 25.       |
| 2      | Június 24.   | 1.6   | 5         | 1.6/5    | 4.18  | 60.       |
| 3      | Július 1.    | TBA   | TBA       | TBA      | 3.5   | 62        |
| 4      | Július 8.    |       |           |          |       | 69.       |
| 5      | Július 16.   |       |           |          |       | 62.       |
| 6      | Július 24.   | 1.4   | 4         | 1.0/4    | 3.84  | 55.       |
| 7      | Július 29.   | 1.4   | 4         | 1.2/4    | 3.78  | 68.       |
| 8      | Augusztus 5. | 2.2   | 4         | 1.4/4    | 3.76  | 61.       |

2010. március 5-én jelentették be, hogy az ABC nem forgatja le a sorozat harmadik évadját.

## Svédországban
A show Svédországban 2009-ben indult verzióját Hjälp! néven indították, ahol svéd hírességek versenyeznek egymással. A műsort készítette és sugározta TV4. A svéd változatban a házigazda Carolina Gynning.